# Nina Kessler
Nina Kessler (Breukelen, província d'Utrecht, 4 de juliol de 1988) és una ciclista neerlandesa professional des del 2010 i actualment a l'equip Hitec Products. Combina la carretera amb el ciclisme en pista.

## Palmarès en ruta
- 2012
  - 1a a l'Acht van Chaam
- 2016
  - Vencedora d'una etapa al BeNe Ladies Tour
- 2017
  - 1a al Diamond Tour
- 2018
  - 1a a la Fletxa d'Erondegem

## Palmarès en pista
- 2015
  -  Campiona dels Països Baixos en madison (amb Kirsten Wild)
- 2016
  -  Campiona dels Països Baixos en òmnium
  -  Campiona dels Països Baixos en madison (amb Kirsten Wild)